# Phrurolithus parcus
Phrurolithus parcus is een spinnensoort uit de familie van de Phrurolithidae.
De wetenschappelijke naam van de soort werd in 1847 als Herpyllus parcus gepubliceerd door Nicholas Marcellus Hentz.